# Gaby (photographe)
Pour les articles homonymes, voir Gaby.
Gaby (né Joseph Gloria Gabriel Desmarais à Marieville au Québec le 28 janvier 1926, mort à 65 ans à Montréal le 21 mai 1991) est un photographe québécois, surtout connu pour ses portraits de personnalités publiques. Il a, entre autres, photographié Jean Cocteau, Glenn Gould, Alys Robi, Dominique Michel et Charles de Gaulle,.

## Biographie
Après avoir suivi des cours par correspondance de l'American School of Photography of Chicago, Gabriel Desmarais ouvre, en 1945, son propre studio de photographie sur la rue Sainte-Catherine à Montréal. Il commence à établir des relations d'affaires en parcourant les cabarets où il rencontre les artistes et impresarios. Ses photos très contrastées en noir et blanc ont un style qui rappelle celui du Studio Harcourt. La chanteuse Lys Gauty, admiratrice de son travail, lui attire une clientèle internationale.
Après plusieurs années d'une carrière à photographier diverses célébrités, il voyage autour du monde. À Haïti, il fait la connaissance de Jean-Claude Duvalier. Après avoir vécu en Californie, il déménage à Monaco puis revient à Montréal où il met en valeur sa collection.
Au fil des années, il aurait constitué un patrimoine de 150 000 photos et négatifs.
Le fonds d'archives de Gabriel Desmarais est conservé au centre d'archives de Montréal de Bibliothèque et Archives nationales du Québec.